# För ett humant Lettland
För ett humant Lettland (lettiska: Par cilvēcīgu Latviju) är ett konservativt parti i Lettland. Det grundades av den före detta vice partiledaren för Lettlands regionala sammanslutning i Saeima, och den sedan februari 2016 självständige politikern Artuss Kaimiņš. Det är för närvarande det minsta partiet i Saeima. Partiet är registrerat under namnet KPV LV.
Partiet hette fram till december 2020 Vem tillhör staten? (lettiska: Kam pieder valsts?).